# أليكس روس (سياسي)
أليكس روس هو سياسي كندي، ولد في 15 يناير 1880، وتوفي في 17 يوليو 1953 في فيكتوريا في كندا. حزبياً، نشط في Dominion Labor Party (Alberta) ‏. وقد انتخب عضو الجمعية التشريعية ألبرتا.